# Pietro IV Alighieri

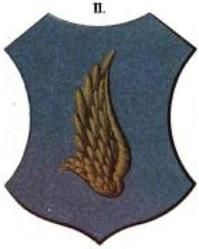
Stemma Alighieri discendenti di Dante.

Pietro (IV) Alighieri (Verona, 1494 – Verona, gennaio 1546) è stato un nobile e politico italiano, figlio di Dante III Alighieri e quindi discendente del poeta Dante. Fu il padre di Ginevra Alighieri, l'ultima rappresentante della famiglia Alighieri prima della sua fusione con i Serego.

## Biografia
Nato da Dante III e da Lucia Lanfranchi nel 1494 a Verona, svolse importanti incarichi pubblici per conto della sua città natale: nel 1525 fece parte del Consiglio della città, nel 1526 fu vicario della Casa de' Mercanti; fu poi ambasciatore negli anni 1536 (in occasione della visita del Duca d'Urbino Francesco Maria I della Rovere in territorio veneto) e 1543. L'attività politica e diplomatica fu la principale occupazione di Pietro IV, anche se manifestò interesse per la cultura umanistica del tempo, essendo versato in greco e latino, come testimonia una lettera di Lodovico Nogarola inviata a quest'ultimo. Pietro IV si sposò con Teodora Frisoni (o de' Giusti), da cui ebbe la figlia Ginevra, nata nel 1532 e andata poi in sposa nel 1549 al conte Marcantonio Serego. Pietro Alighieri non fece in tempo a vedere la figlia maritarsi, in quanto morì, con tutta probabilità, ai primi del 1546, dopo aver fatto testamento e in cui nominava erede universale il fratello Ludovico e lo zio Jacopo, mentre alla figlia lasciava tremila ducati, nominandola erede universale se lo zio di lei Ludovico non avesse avuto eredi maschi, come infatti avvenne. 
Pietro Alighieri e la moglie furono poi sepolti nella Cappella Alighieri della chiesa di san Fermo Maggiore a Verona dove una lapide, riportata da Scipione Maffei, recitava: «Petro Aligero Dantis III. filio / graece et latine docto / et Theodorae conju-/gi incompara-/bili».